# Liste der denkmalgeschützten Objekte in Großdietmanns
Die Liste der denkmalgeschützten Objekte in Großdietmanns enthält die 9 denkmalgeschützten, unbeweglichen Objekte der Gemeinde Großdietmanns.

## Denkmäler
| Foto |                 | Denkmal                                                                              | Standort                                      | Beschreibung | Metadaten |
| ---- | --------------- | ------------------------------------------------------------------------------------ | --------------------------------------------- | --- | --- |
| ja   | Datei hochladen | Kath. Pfarrkirche hll. 14 Nothelfer HERIS-ID: 29452 Objekt-ID: 26097                 | bei Kirchenplatz 4 Standort KG: Dietmanns     | Die Pfarrkirche am Nordende des Angers von Dietmanns, eine spätgotische Hallenkirche aus der zweiten Hälfte des 15. Jahrhunderts, im Kern möglicherweise romanisch, ist auf die Vierzehn Nothelfer geweiht. Östlich am Apsisscheitel erhebt sich ein barocker Zwiebelturm des 17. Jahrhunderts mit quadratischem Grundriss. Das dreijochige Langhaus hat einen zweijochigen Chor mit 5⁄8-Schluss. Die Südfassade ist durch zweibahnige Maßwerkfenster geöffnet. Der Bau ist im Süden und Westen durch Schulterbogenportale mit Rechteckrahmungen zugänglich. Das Südportal hat einen Vorbau mit abgefastem Rundbogentor. Die schlichte Westfassade hat einen Oculus und ebenfalls einen Portalvorbau. An Langhaus und Chor ist im Norden eine möglicherweise barocke Sakristei mit Stickkappentonne angebaut.      | BDA-Hist.: Q20754093 Status: § 2a Stand der BDA-Liste: 2025-06-30 Name: Kath. Pfarrkirche hll. 14 Nothelfer GstNr.: .4 Pfarrkirche hll. 14 Nothelfer, Dietmanns      |
| ja   | Datei hochladen | Ortskapelle hl. Barbara HERIS-ID: 29462 Objekt-ID: 26107                             | bei Kapellenweg 1 Standort KG: Ehrendorf      | Die an der Straße gegenüber dem Schloss gelegene Ortskapelle hl. Barbara ist ein 1777 errichteter, zweijochiger Bau mit einer Halbkreisapsis im Norden, Flachbogenfenstern, Lisenengliederung und Abschlussgesims. Über ihrer Volutengiebelfassade erhebt sich ein Dachreiter mit Zwiebelhelm. Der Innenraum hat zwei Joche und ein Zwischenjoch. Er verfügt über eine dreiteilige Tonnenwölbung mit Stichkappen über Gurten auf Pilastern und ist durch Felder gegliedert. Darin erhebt sich eine geschwungene Empore und ein eingezogener Apsisbogen, der mit 1777 bezeichnet ist. Die Apsiswölbung mit ihren Stichkappen ist ornamental bemalt. Die Kapelle hat einen Rokokoaltar aus der Bauzeit, mit einer Figur der hl. Barbara in der Mittelnische. Die Glocke wurde von Johann Georg Seiler 1783 gegossen. | BDA-Hist.: Q37926857 Status: § 2a Stand der BDA-Liste: 2025-06-30 Name: Ortskapelle hl. Barbara GstNr.: 32                                                           |
| ja   | Datei hochladen | Ortskapelle Eichberg HERIS-ID: 29465 Objekt-ID: 26110                                | Eichberg 31 Standort KG: Eichberg             | Die 1748 in der Ortsmitte errichtete Ortskapelle ist ein lisenengegliederter Bau mit Halbkreisapsis und einer Volutengiebelfassade mit Figurennische. Über dem Giebel erhebt sich ein zwiebelhelmbekrönter Dachreiter von 1792. Die Kapelle ist durch ein flachbogiges Steinportal zugänglich und verfügt über Flachbogenfenster. Im Inneren gibt es zwei Joche und ein Zwischenjoch, die durch eine dreiteilige Stichkappentonne über Gurten auf zum Teil abgekappten Pilastern eingewölbt sind. Der barocke, marmorierte Hochaltar wurde Mitte des 18. Jahrhunderts angefertigt. Er ist mit einem eingesetzten Bild der hl. Dreifaltigkeit ausgestattet. | BDA-Hist.: Q37926884 Status: § 2a Stand der BDA-Liste: 2025-06-30 Name: Ortskapelle Eichberg GstNr.: .31                                                             |
| ja   | Datei hochladen | Kath. Pfarrkirche hl. Jakobus d. Ä., ehem. Friedhof HERIS-ID: 29454 Objekt-ID: 26099 | gegenüber Höhenberg 2 Standort KG: Höhenberg  | Die am Ostende des Angers von Höhenberg gelegene Pfarrkirche hl. Jakobus der Ältere ist eine im Kern wahrscheinlich romanische Saalkirche des 13. Jahrhunderts mit einem Westturm und einem gotischen Chor. Sie ist von einem 1804 aufgelassenen Friedhof umgeben. Der quadratische Westturm ist im Kern romanisch. Nach einem Brand um 1800 wurde er 1845 wieder erhöht. Er hat rundbogige Schallfenster und ein Pyramidendach. Das schlichte, dreijochige Langhaus ist durch Rundbogenfenster geöffnet und hat wahrscheinlich einen romanischen Baukern. Die Strebepfeiler wurden zeitgleich mit der Langhauswölbung von 1575 (?) errichtet. Der gotische, eingezogene Chor ist zweijochig und hat einen Dreiachtelschluss. Im Osten ist er mit dem um 1800 erneuerten Pfarrhof verbunden.                       | BDA-Hist.: Q20821394 Status: § 2a Stand der BDA-Liste: 2025-06-30 Name: Kath. Pfarrkirche hl. Jakobus d. Ä., ehem. Friedhof GstNr.: .2, 52, 53 Pfarrkirche Höhenberg |
| ja   | Datei hochladen | Hl. Johannes Nepomuk-Kapelle HERIS-ID: 29453 Objekt-ID: 26098                        | Standort KG: Höhenberg                        | Die am Angerplatz vor der Pfarrkirche gelegene Kapelle ist mit 1878 bezeichnet, ihre spätbarocke Johannes-Nepomuk-Statue hingegen mit der Jahreszahl 1780. | BDA-Hist.: Q37926807 Status: § 2a Stand der BDA-Liste: 2025-06-30 Name: Hl. Johannes Nepomuk-Kapelle GstNr.: 1595/11 Nepomuk Kapelle Höhenberg                       |
| ja   | Datei hochladen | Ortskapelle Hörmanns HERIS-ID: 29450 Objekt-ID: 26095                                | bei Hörmanns 10 Standort KG: Hörmanns         | Die mit 1747 bezeichnete Ortskapelle von Hörmanns ist ein lisenengegliederter Bau mit Halbkreisapsis. Über ihrem mit einer Figurennische ausgestatteten Volutengiebel erhebt sich ein zwiebelhelmbekrönter Dachreiter. Der Innenraum ist durch eine Stichkappentonne eingewölbt und weist eine Putzgliederung auf. Der neoromanische Altar wurde 1904 errichtet. In seiner Mittelnische sind Bildnisse der hll. Maria, Josef und Antonius zu sehen. | BDA-Hist.: Q37926765 Status: § 2a Stand der BDA-Liste: 2025-06-30 Name: Ortskapelle Hörmanns GstNr.: .13 Ortskapelle Hörmanns bei Weitra                             |
| ja   | Datei hochladen | Ortskapelle hl. Antonius von Padua HERIS-ID: 29451 Objekt-ID: 26096                  | gegenüber Reinpolz 13 Standort KG: Reinpolz   | Die 1882 nach Plänen von Johann Pölzl an der nördlichen Angerrandstraße errichtete Ortskapelle hl. Antonius von Padua ist ein neobarocker, durch Lisenen gegliederter Bau mit Halbkreisapsis. Ihrer Volutengiebelfassade wurde 1908 ein Nordturm mit Ortsteinrahmung vorgestellt. Über ihrem flachbogigen Steinportal ist eine Nische mit einer Figur des hl. Florian eingebaut. Im zweijochigen Inneren ruht über Gurtbögen auf Pilastern ein Platzlgewölbe. Der Altar aus der zweiten Hälfte des 19. Jahrhunderts ist in klassizistischen Formen ausgeführt. Er verfügt über ein Altarbild des hl. Antonius und ein Ovalbild der Maria mit Kind aus dem 19. Jahrhundert. | BDA-Hist.: Q37926784 Status: § 2a Stand der BDA-Liste: 2025-06-30 Name: Ortskapelle hl. Antonius von Padua GstNr.: .27 Ortskapelle Reinpolz                          |
| ja   | Datei hochladen | Ortskapelle Unterlembach HERIS-ID: 29455 Objekt-ID: 26100                            | bei Unterlembach 24 Standort KG: Unterlembach | Die 1839 errichtete Ortskapelle von Unterlembach ist ein dreijochiger, über Schwibbögen platzlgewölbter Bau mit Halbkreisapsis und einem Dachreiter mit Zwiebelhelm, der sich über der Giebelfassade erhebt. Sie ist durch ein zwischen Putzpilastern liegendes Steinportal zugänglich. Ihr klassizistischer Altar ist ein Werk des Jahres 1844. Er verfügt über ein Altarblatt der Himmelfahrt Marias und über Seitenfiguren der hll. Petrus und Paulus, die in der Mitte des 18. Jahrhunderts angefertigt und später aus der Gmünder Pfarrkirche hierher überführt wurden. Zur weiteren Ausstattung zählt eine Figur des hl. Josef aus dem 19. Jahrhundert. | BDA-Hist.: Q37926827 Status: § 2a Stand der BDA-Liste: 2025-06-30 Name: Ortskapelle Unterlembach GstNr.: .48                                                         |
| ja   | Datei hochladen | Ortskapelle Hl. Dreifaltigkeit HERIS-ID: 29458 Objekt-ID: 26103                      | bei Wielands 103 Standort KG: Wielands        | Die 1820 errichtete Ortskapelle Hl. Dreifaltigkeit hat eine pilastergegliederte Fassade unter geschweiftem Giebel, einen Dachreiter mit Zwiebelhelm (1925 erneuert) und eine Halbkreisapsis. Der Innenraum ist durch eine Stichkappentonne über Doppelgurten gewölbt. Zur Ausstattung zählen eine Figurengruppe der Hl. Dreifaltigkeit aus der ersten Hälfte des 18. Jahrhunderts sowie in Hinterglasmalerei ausgeführte Kreuzwegbilder. | BDA-Hist.: Q37926842 Status: § 2a Stand der BDA-Liste: 2025-06-30 Name: Ortskapelle Hl. Dreifaltigkeit GstNr.: 978 Ortskapelle Wielands (Großdietmanns)              |